# Bertoldo de Sajonia
Bertoldo (Berthoald, fallecido en 622) fue el duque de los sajones durante el reinado de los reyes francos Clotario II y su hijo Dagoberto I, el último de los merovingios. Despreciaba la soberanía franca y se rebeló, pero fue derrotado. Su historia se cuenta en el Liber Historiae Francorum (727) y la Gesta Dagoberti (830s), ambas fuentes parciales en favor de los reyes merovingios. 
En 622, poco después de que Clotario designara a Dagoberto para gobernar en Austrasia, el reino franco que limitaba con los sajones, Bertoldo se rebeló y marchó contra él. Dagoberto cruzó el Rin e invadió territorio sajón para encontrarlo. En la posterior batalla los francos fueron derrotados y Dagoberto recibió un fuerte golpe en el yelmo, con lo que perdió una porción de su largo cabello, característica de los merovingios. Lo recuperó y se lo envió con su armígero a su padre, para pedirle ayuda. Clotario, que por entonces estaba en las Ardenas, reunió un ejército al oír esta noticia y marchó esa misma noche. Los francos al mando de Dagoberto habían acampado sobre el río Weser enfrente del ejército de Bertoldo. Cuando llegó Clotario, los francos de Dagoberto aplaudieron con tanta fuerza que los sajones pudieron oírlo desde el otro lado del río. Bertoldo, sin embargo, no se creía que hubieran llegado los refuerzos de Clotario y acusó a sus hombres de cobardía. Clotario vadeó el río con su caballo, donde se encontró con el rey sajón. Después de que el rey se quitara el yelmo para revelar su largo cabello gris, Bertoldo se burló del franco: "Retírate, pues si me derrotas, la gente sólo dirá que has vencido a tu esclavo Bertoldo, mientras que si yo gano, dirán que por todos lados que el poderoso rey de los francos ha sido muerto por un esclavo". El rey, vestido con toda su armadura, cargó contra él y lo derrotó en singular combate, llegando a cortarle la cabeza con un hacha. Los sajones fueron aplastados en la posterior batalla. Su tierra fue saqueada y los varones adultos ejecutados en gran número.
El episodio sajón se describe brevemente en la crónica del siglo X de Regino de Prüm, quien, como es característico en él, da una fecha errónea (572):
| Dagobertus filius Clotharii, cum Saxonibus dimicans, graviter ab eis vulneratur, patremque per legatum vocat in auxilium, qui festinus cum exercitu venit, et interfecto eorum duce Bertaldo, ita Saxones armis perdomuit, ut omnis virilis sexus ejusdem terrae incolas, qui gladii, quem tunc forte gerebat longitudinem excessissent perimeret. | Mientras Dagoberto, hijo de Clotario, estaba luchando contra los sajones, resultó gravemente herido por ellos, y llamó a su padre para que lo ayudase, quien rápidamente llegó con un ejército, y cuando el duque sajón Bertoldo resultó muerto, Clotario conquistó a los sajones con tal fuerza que mató a todos los habitantes de la tierra que eran varones, quienes murieron con ellargo de la espada que portaba. |

En 869, Hildegar, obispo de Meaux, compuso una Vita Faronis episcopi Meldensis en la que afirma que asún se cantaba un carmen publicum iuxta rusticitatem (una canción popular) celebrando la victoria franca sobre Bertoldo. Cita sólo los primeros versos y los últimos:
| De Chlothario est canere rege Francorum, Qui ivit pugnare in gentem Saxonum, Quam grave provenisset missis Saxonum, Si non fuisset inclinus Faro de gente Burgundionem . . . . . . Quando veniunt missi Saxonum in terra Francorum, Faro ubi erat princeps, Instinctu Dei transeunt per urbem Meldorum, Ne interficiantur a rege Francorum. | Hay una canción sobre el rey Clotario de los francos, que acudió a luchar contra los sajones, vaya carga habrían tenido los mensajeros de los sajones, si Faro no hubiera estado luchando contra los burgundios... ... Cuando los mensajeros de los sajones vinieron a la tierra de los francos, donde Faro era príncipe, con la instigación de Dios pasaron por la ciudad de Meaux, de manera que no fueran asesinados por el rey de los francos. |